# فرانک کوسگرو
فرانک کوسگرو (انگلیسی: Frank Cosgrove; Not known – Not known) بازیکن فوتبال اهل بریتانیا بود.
از باشگاه‌هایی که در آن بازی کرده‌است می‌توان به باشگاه فوتبال پلیموث آرگیل اشاره کرد.